# The Man in the Glass Booth
The Man in the Glass Booth és una pel·lícula dramàtica estatunidenca dirigida per Arthur Hiller, estrenada el 1975.
El guió és una adaptació de la novel·la del mateix nom de Robert Shaw de 1967 i que va ser posada en escena el 1968. La trama pot haver estat inspirada pel segrest i judici d'un tinent coronel de les SS (SS-Obersturmbannführer), un dels principals organitzadors de l'Holocaust.

## Argument
Arthur Goldman és un jutge supervivent dels camps d'extermini nazis. Ara és un ric industrial que viu luxosament a Manhattan. Fa bromes amb el seu ajudant Charlie, sovint impressionant-lo amb els seus excessos i irreverències sobre aspectes de la vida jueva. Un dia, agents secrets israelians segresten Goldman i el porten a Israel per un judici, acusat de ser un criminal de guerra nazi.
El judici de Goldman força els seus acusadors a encarar-se no solament amb la seva culpabilitat suposada, sinó també amb ell.
Al final resulta que Goldman va falsificar els registres dentals que els israelians van fer servir per identificar-lo per portar-lo a judici. Quan el demandant israelià mostra la seva decepció, Goldman queda dret a la caixa de vidre antibales del jutjat, un home trencat. L'estrès destrossa la seva salut mental, i queda catatònic. Llavors reviu en la seva ment un escamot d'execució nazi i mor.
Arthur Goldman (Maximilian Schell) és un magnat jueu de Nova York que pateix una greu crisi mental que el porta a prop de la bogeria. Goldman acaba sent capturat per agents israelians i jutjat per crims de guerra perquè, en realitat, és Adolf Dorff, un coronel de les SS.

## Repartiment
- Maximilian Schell: Arthur Goldman
- Lois Nettleton: Miriam Rosen
- Lawrence Pressman: Charlie Cohn
- Luther Adler: Jutge president
- Lloyd Bochner: Churchill

## Premis i nominacions

### Nominacions
- 1976. Oscar al millor actor per Maximilian Schell
- 1976. Globus d'Or al millor actor dramàtic per Maximilian Schell